# 서울에너지공사
서울에너지공사(-公社, Seoul Energy Corporation)는 서울특별시의 친환경 에너지의 이용, 보급 및 기술개발을 촉진하고 지속가능한 에너지로의 전환 및 시민의 삶의 질 향상에 이바지하기 위하여 서울특별시청 산하에 설립된 공기업이다.

## 연혁
- 2016년 12월 21일: 설립

## 조직
사장
- 기획경영본부
  - 기획조정실
  - 경영지원실
- 집단에너지본부
  - 기술기획실
  - 건설처
  - 서부지사
  - 동부지사
- 신재생에너지본부
  - 기후변화대응처
  - 에너지신사업처
- 안전품질처
- 감사실

### 산하 발전소
- 목동열병합발전소
- 노원열병합발전소
- 마곡열병합발전소